# 31097 Nucciomula
31097 Nucciomula este o planetă minoră (asteroid), cu un diametru de 15,253 km, din centura de asteroizi. A fost descoperită pe 3 mai 1997 la Observatorul European Austral de Eric Walter Elst. 
Obiectul prezintă o orbită caracterizată de o semiaxă mare de 3,9581723 UAi, o excentricitate de 0,11, o înclinație de 2,70844 ° în raport cu ecliptica.